# 세구암산

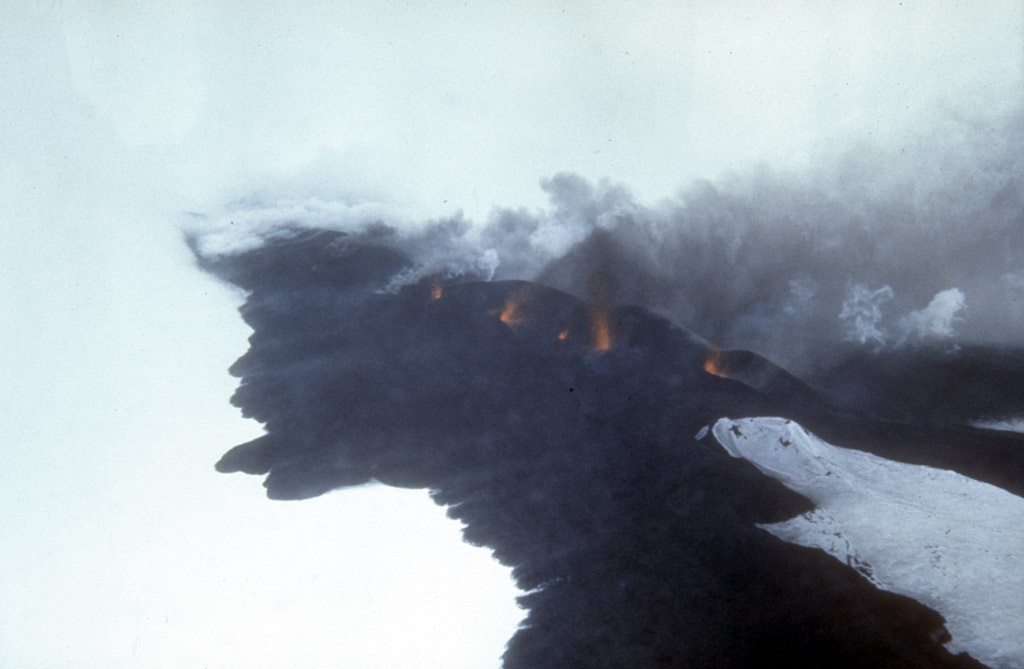

세구암산(Mount Seguam)은 알래스카의 알류산 열도에 있는 성층 화산으로, 활화산이다.